# Valea Pietrei, Prahova
Valea Pietrei este o localitate componentă a orașului Urlați din județul Prahova, Muntenia, România.